# 刈谷原城
刈谷原城（かりやはらじょう）、または鷹巣根城（たかすねじょう）は、長野県松本市刈谷原町にあった日本の城（山城）。

## 概要
標高896メートルの城山（鷹巣根城山）に所在する。松本市の遺跡地図では「鷹巣根城」の名で登録されている。
鎌倉時代に海野幸継（海野氏）の五男である刈谷原五郎幸棟によって築かれた城と伝わっている。
その後、刈谷原氏にかわって小笠原長時の家臣で太田道灌の一族ともされる太田長門守資忠が城主になったが、1553年（天文22年）に武田信玄が侵攻し、落城した。武田信玄は今福石見守友清を城主としたが、1582年の武田氏滅亡、本能寺の変などの天正壬午の乱に乗じて小笠原貞慶がこの地を奪回すると、赤沢式部少輔を城代にした。しかし、赤沢氏が謀反を企て切腹させられると、小笠原頼貞が入った、1590年（天正18年）に小笠原貞慶が讃岐に移封となったときに廃城になったと考えられる。
現在城跡には土塁や堀切などの遺構がわずかに残っている。